# Shah Azizur Rahman
Shah Azizur Rahman (23 novembre 1925 - 1er septembre 1989) est un homme d'État bangladais qui a occupé le poste de Premier ministre du Bangladesh. Il a fait l'objet d'une importante controverse pour sa collaboration avec l'armée pakistanaise contre la lutte pour l'indépendance du Bangladesh.

## Biographie

### Jeunesse
Shah Azizur Rahman est né à Kushtia, au Bengale (aujourd'hui au Bangladesh), le 23 novembre 1925. Il a obtenu une licence en langue et littérature anglaises à l'université de Calcutta et a poursuivi ses études à l'université de Dacca. Il a occupé le poste de secrétaire général de la All Bengal Muslim Student League de 1945 à 1947. En tant que leader politique étudiant, Rahman a participé à la Ligue musulmane provinciale du Bengale (en) et au mouvement pakistanais. Après la partition de l'Inde, il a été co-secrétaire de la East Pakistan Muslim League. Il s'oppose au mouvement pour la langue bengali de 1952. Il restera actif dans la politique bengalie et nationale au Pakistan, devenant un opposant virulent au leader bengali Sheikh Mujibur Rahman et à sa Ligue Awami, qui prônait une plus grande autonomie pour le Pakistan oriental.

### Carrière politique
Rahman a été secrétaire général de la East Pakistan Muslim League de 1952 à 1958. En 1962, il participe aux élections à l'Assemblée nationale du Pakistan dans la circonscription de Kushtia, mais perd. Il rejoint le Front démocratique national dirigé par Huseyn Shaheed Suhrawardy en 1962. En mars 1964, il rejoint la Ligue Awami et est ensuite élu vice-président de la Ligue Awami du Pakistan. En 1965, il est élu à l'Assemblée nationale dans la circonscription de Kushtia et occupe le poste de chef adjoint de l'opposition de 1965 à 1969. Il a été l'un des avocats de la défense dans l'affaire de la conspiration d'Agartala. Au début de la guerre de libération du Bangladesh, Rahman soutient les forces de l'État pakistanais et dénonce la lutte nationaliste bengalie. Il dirige la délégation pakistanaise aux Nations unies en novembre 1971, où il nie catégoriquement que l'opération Searchlight de l'armée pakistanaise ait dégénéré en génocide. En 1971, après la défaite du Pakistan dans la guerre de libération du Bangladesh, Rahman a été arrêté en vertu de la loi sur les collaborateurs, mais il a été libéré en 1973 dans le cadre d'une amnistie générale du président Sheikh Mujib. Dans la période d'après-guerre, les autorités ont estimé que plus d'un million de personnes avaient été tuées au Bangladesh par les forces de l'État pakistanais et les milices collaboratrices. Rahman continuera à faire pression sur les nations musulmanes du Moyen-Orient pour qu'elles refusent la reconnaissance diplomatique du Bangladesh,.
Après l'assassinat de Sheikh Mujib, il rejoint la Ligue musulmane renaissante au Bangladesh en 1976. Il rejoint ensuite le tout nouveau Parti nationaliste du Bangladesh du président Ziaur Rahman en 1978 et devient ministre du travail et de l'industrie dans le cabinet de Rahman. Lorsque Ziaur Rahman est devenu président du Bangladesh, il a initialement décidé de nommer Mashiur Rahman Jadu Mia au poste de premier ministre, mais après la mort soudaine de Mashiur le 12 mars 1979, Shah Azizur Rahman a été nommé à ce poste le 15 avril 1979. On pense que Ziaur Rahman préférait des candidats tels que Badruddoza Chowdhury ou Saifur Rahman (en) pour ce poste. Cependant, il souhaitait également que les parlementaires du parti choisissent leur chef par un vote secret, que Rahman a réussi à remporter afin que Ziaur Rahman ne puisse l'ignorer,.
En tant que premier ministre, Shah Azizur Rahman a contribué à la ratification de la tristement célèbre loi sur l'immunité promulguée par Khondaker Mostaq Ahmad. Shah Azizur Rahman a également aidé Zia à organiser le Parti Nationaliste du Bangladesh, qui a remporté les élections parlementaires de 1979. Après l'assassinat de Ziaur Rahman en 1981, Shah Azizur Rahman continue d'exercer la fonction de Premier ministre. Bien qu'il ait été maintenu à ce poste par le nouveau président Abdus Sattar, Sattar et Rahman ont tous deux été renversés par un coup d'État militaire mené par le chef de l'armée Hossain Mohammad Ershad en 1982,.

### Mort
Rahman est mort à Dacca le 1er septembre 1989 à l'âge de 63 ans.